# Cuevas del Becerro
Pour les articles homonymes, voir Cuevas et Becerro.
Cuevas del Becerro est une commune de la province de Malaga dans la communauté autonome d'Andalousie en Espagne.

## Géographie

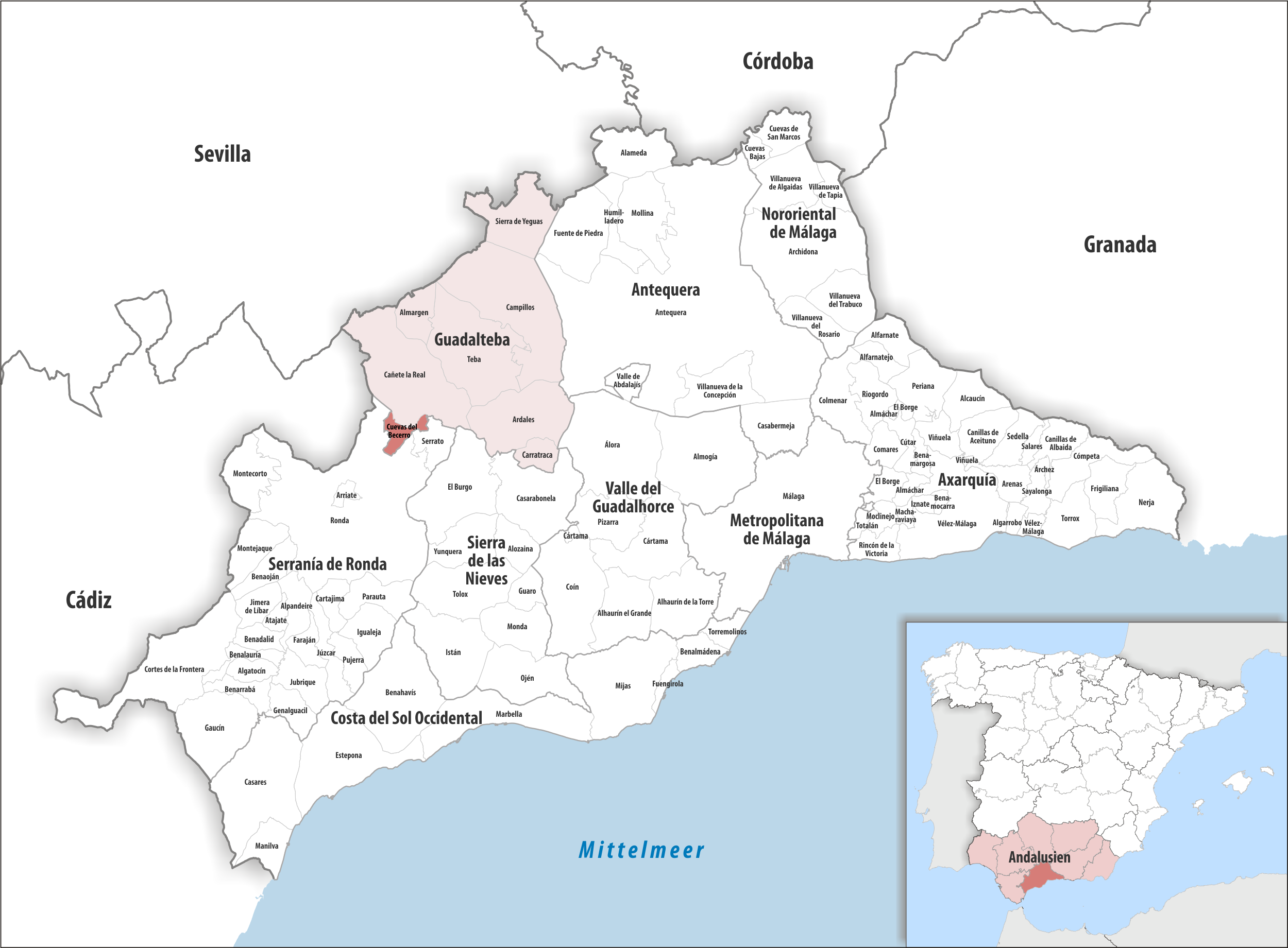
Cuevas del Becerro dans la province de Malaga / en Andalousie

### Localisation
La commune de Cuevas del Becerro fait partie de la comarque de Serranía de Ronda, dans le nord-ouest de province de Malaga.
Malaga est à 82 km est-sud-est ; 
Gibraltar à 132 km sud-sud-ouest ; 
Jerez de la Frontera à 117 km ouest-sud-ouest ;
Séville à 130 km nord-ouest.

## Population
| 1991  | 1996  | 2001  | 2004  | 2005  |
| ----- | ----- | ----- | ----- | ----- |
| 2 018 | 2 038 | 1 880 | 1 891 | 1 853 |